# ابر پرسان
ابر پَرسان یا سیروس (به انگلیسی: Cirrus) به‌کلی به ابرهایی گفته می‌شود که غالباً نازک بوده و به صورت پَرمانند و سفیدرنگ و شفاف (تراپیدا) دیده می‌شوند و بلندای نسبتاً بسیاری از سطح زمین دارند. واژه پَرسا در فارسی به معنی پرمانند است.
ابرهای سیروس یا پرسان به شکل رشته‌های ظریف سفید یا تکه‌ها یا نوارهای باریک عمدتاً سفید جداازهم هستند. این ابر جلوه‌ای ریسه‌دار یا گیسودار یا ابریشمی یا هر دو را دارد.
گاه این ابرها به اندازه‌ای گسترده‌اند که از یکدیگر تشخیص‌پذیر نیستند. ابرهای پرسان حدود ۳۰٪ از ابرهای زمین را تشکیل می‌دهند. این ابرها با گذراندن نور خورشید از فضا و اجازه ندادن به بازتاب پرتوهای فروسرخ باعث ایجاد اثر گلخانه‌ای در سطح زمین می‌شوند.

## نگارخانه

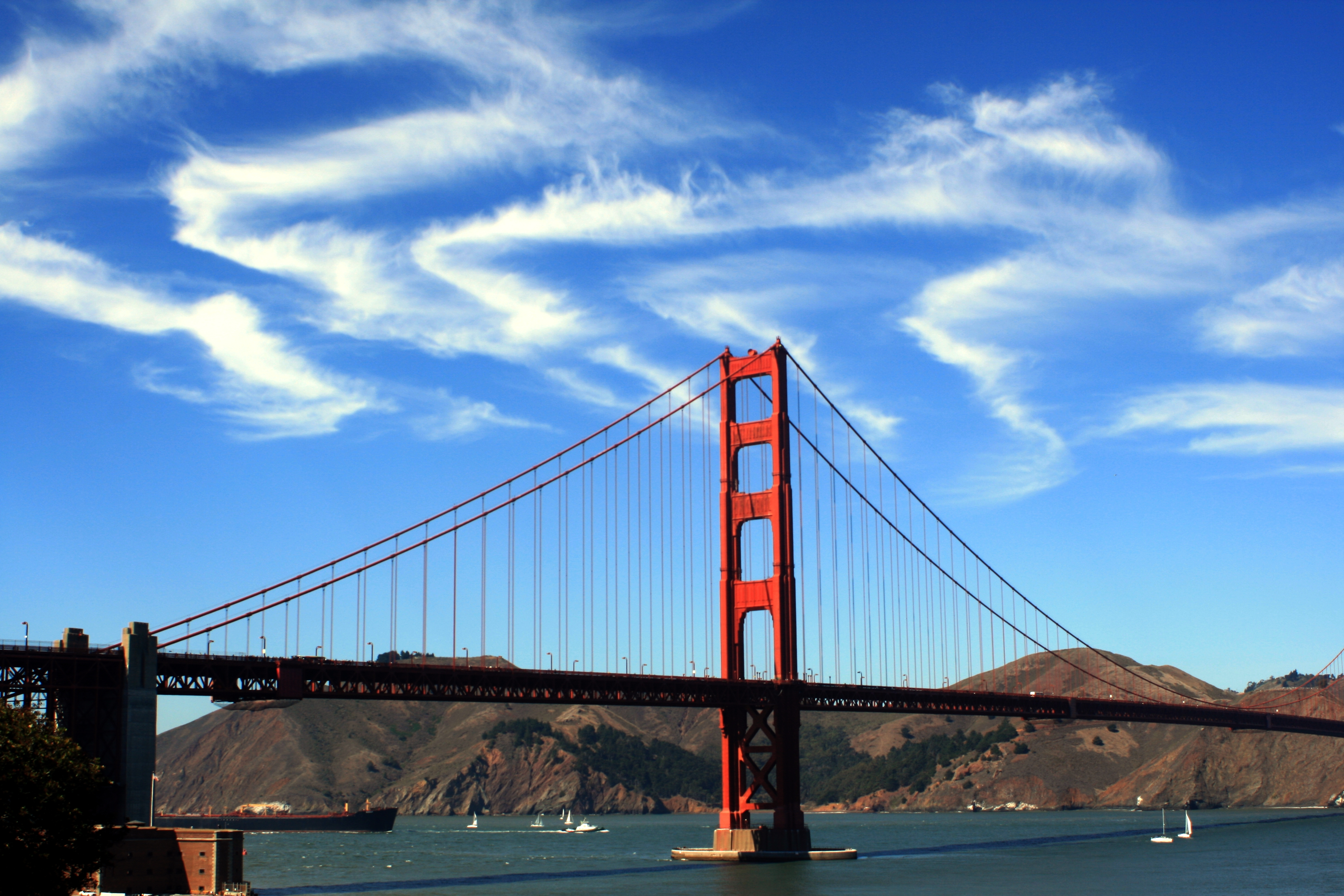
ابرهای پرسای بالای پل گلدن گیت
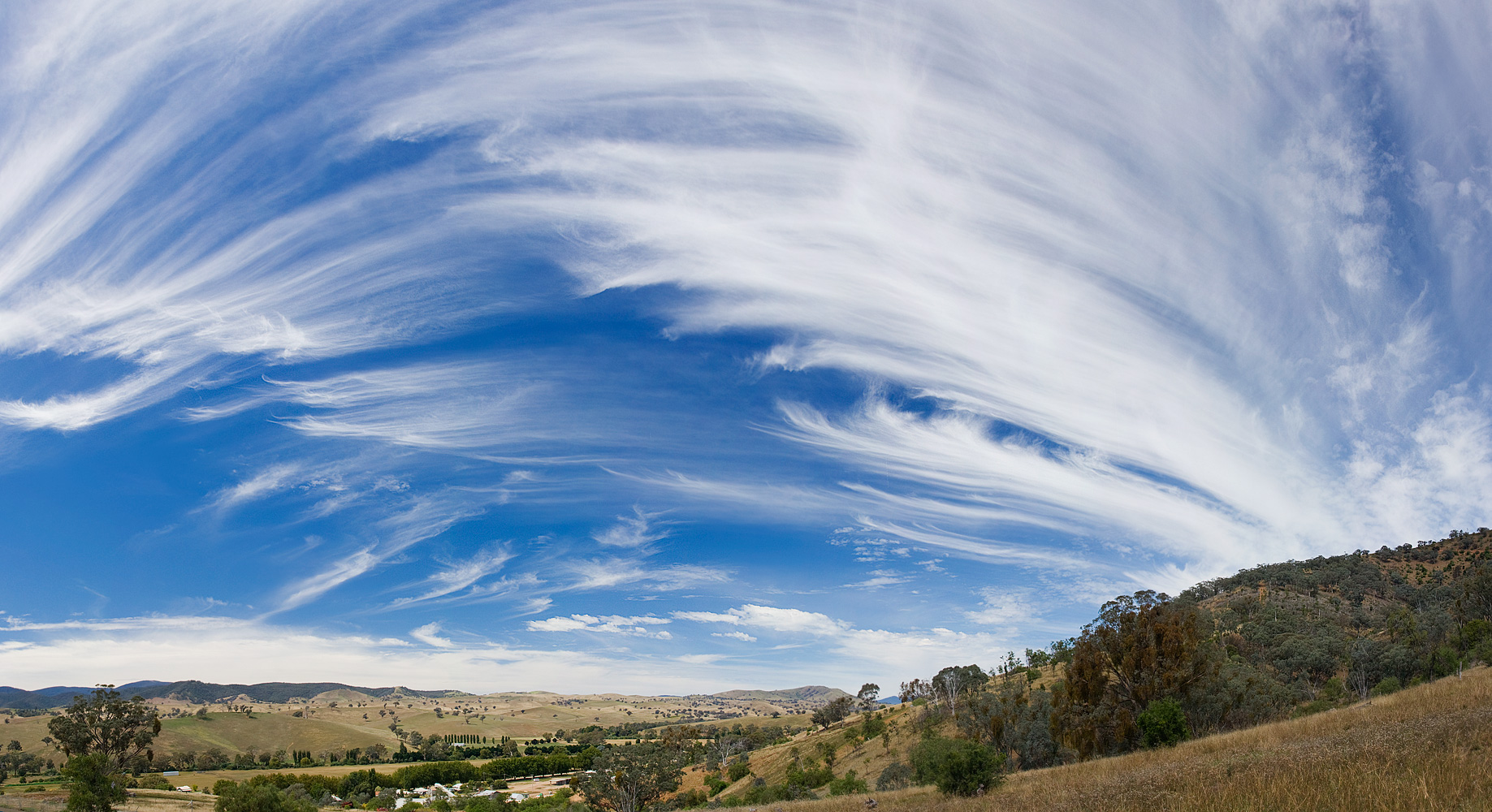
آسمان پوشیده از ابرهای پرسا، ویکتوریا، استرالیا
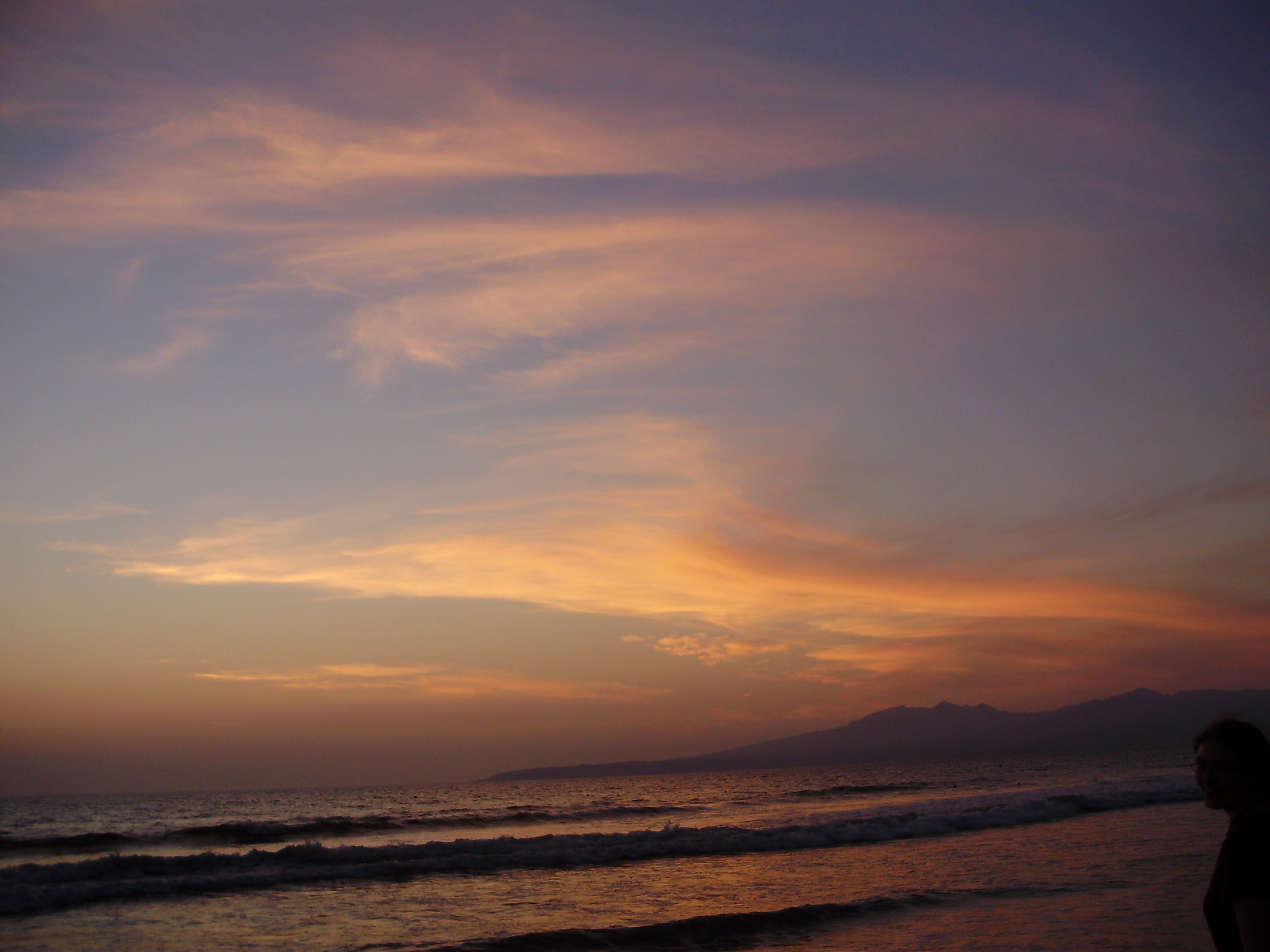
ابرهای پرسا هنگام غروب
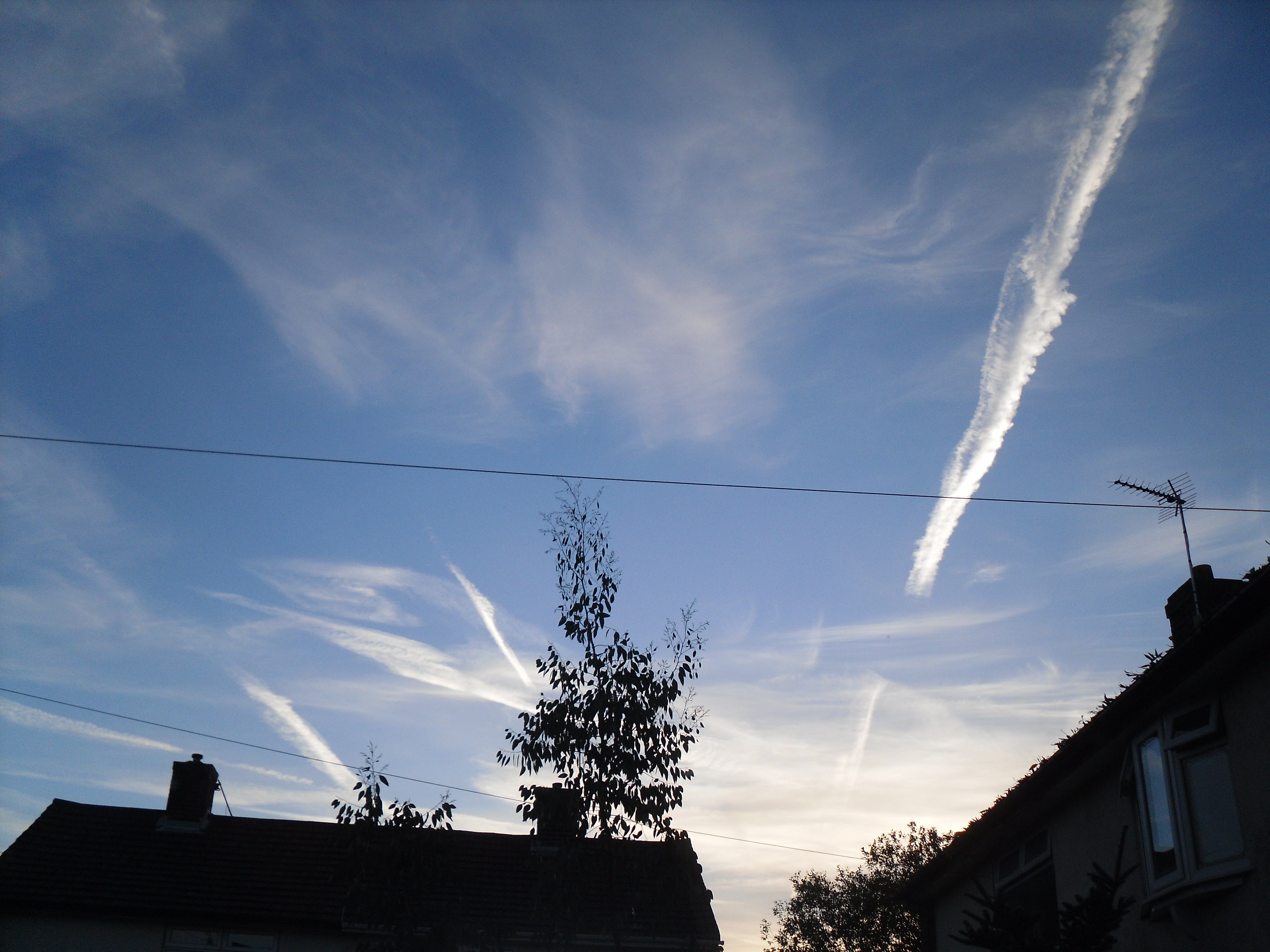
ابرهای پرسا در آسمان، شفیلد، بریتانیا
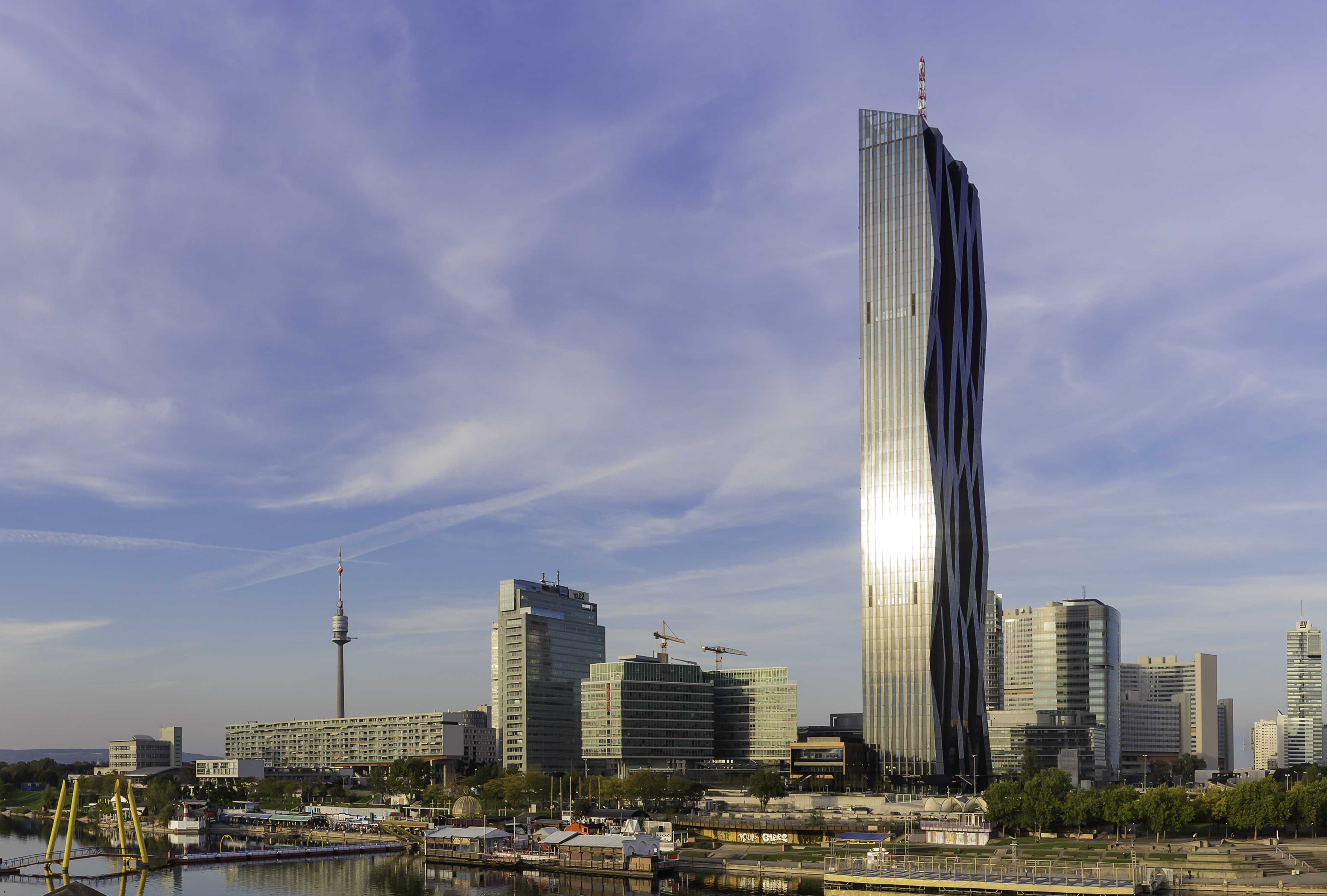
ابرهای پرسا در وین، اتریش